# Уитстон, Чарльз
Сэр Чарльз Уитстон (англ. Sir Charles Wheatstone; 6 февраля 1802, Глостер, Великобритания, — 19 октября 1875, Париж, Франция) — английский физик, автор многих изобретений.
Член Лондонского королевского общества (1836), иностранный член Парижской академии наук (1873; корреспондент с 1842).

## Биография
Чарльз Уитстон родился в семье башмачника Уильяма Уитстона и Беаты Уитстон. 17 марта того же года он был крещён в церкви Святой Марии де Лод (St. Mary de Lode).
В 1806 году семья переехала в Лондон, и там Уильям Уитстон занялся продажей нот и музыкальных инструментов. Так же он давал уроки музыки, и среди его учениц был принцесса Шарлотта Августа Уэльская (1796—1817), которая могла бы стать английской королевой, если бы не умерла при родах.
Уже в 4 года Уистон ходил в школу в Глостере и умел читать некоторые строки из Библии. Когда он приехал в Лондон, то пошёл в школу в Кеннингтоне, которой заведовала миссис Кастлмэйн (Castlemaine). В учёбе он достигал больших успехов, но по своему характеру был нервным и робким, а потому не был общительным. Однажды он даже стал спорить с учителями, утверждая, что они преподают ужасно, и даже убежал из школы, но был пойман на соседней улице.
В 1813 году он перешёл в школу на Вере Стрит (Vere Street), которая работала по Ланкастерской системе, согласно которой старшие ученики поучали младших. В одном из школьных отчётов его прилежание оценивалось как «среднее», однако и там были свои достижения. Чарльз выиграл золотую медаль за успехи в изучении французского языка и должен был произнести речь на её вручении. Но он отказался это делать, несмотря на все уговоры и угрозы, и поэтому свою медаль утратил. Помимо французского, он изучал латынь и греческий, и превосходно усваивал математику и физику.
В 1816 году юного Чарльза отправили на работу к своему дяде, но тот был разгневан тем, что юнец всё время запирается на чердаке, где читает книги, и совершенно не думает о бизнесе. Пришлось отцу забирать его обратно. В свои 15 лет Чарльз зачитывался французской поэзией и сочинял музыку. Но он был настолько не уверен в своих силах, что передал сочинённые им мелодии профессиональному музыканту, а тот продал их дяде Чарльза, и они были отпечатаны под чужим именем.
Чарльз все свои карманные деньги тратил на книги, среди которых были сочинения Э. Хладни о природе звука. Свои увлечения Чарльз мог использовать и в деле. Он сконструировал фигуры-марионетки, изображающие музыкантов, и установил их в витрине отцовского магазина, а приказчик мог приводить их в движение и изображать целый концерт. Они стали местной достопримечательностью в Глостере, и трюки Чарльза Уитстона ещё долго были на слуху в тех местах.
Чарльз Уитстон сконструировал акукриптофон (с греч. «слышать спрятанный звук»), или «Зачарованную лиру» — инструмент, о котором с восторгом писали лондонские газеты в 1821 году. Лира была подвешена над потолком за медную проволоку, а та была соединена со звуковыми панелями пианино, арфы или других струнных инструментов, на которых играли музыканты.
Следующим номером был «Диафоникон», который передавал звук из соседней комнаты. Эти и другие инструменты были очень популярны, и вход на концерты Уитстона стоил по пять шиллингов, а от желающих не было отбоя.

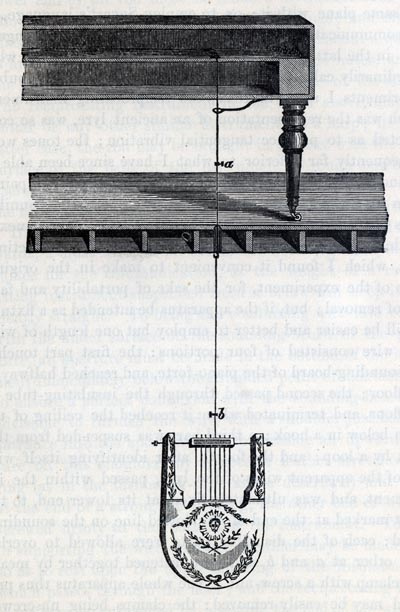
«Зачарованная Лира» Чарльза Уитстона

Когда Чарльзу Уитстону исполнился 21 год, его дядя умер, и Чарльзу пришлось заняться семейным бизнесом. Неоднократно ему приходилось переезжать и открывать магазины в разных районах Лондона, но одна встреча значительно повлияла на Чарльза.

### Знакомство с наукой
В 1822—1823 годах датский учёный Ганс Христиан Эрстед путешествовал по Европе. Он знакомился с достижениями науки и техники разных стран, но и сам давал публичные лекции и проводил эксперименты. В Париже он демонстрировал публике опыты с фигурами Хладни, а в мае 1823 года приехал в Лондон. Там он попал на концерт Уитстона и увидел «Зачарованную Лиру» и другие аттракционы, после чего незамедлительно решил познакомиться с изобретательным молодым человеком. Точно неизвестно, как именно они познакомились, но в июне 1823 года они уже состояли в переписке.
Ганс Эрстед в своих письмах рассказывал о своих опытах с передачей звука и уговорил Чарльза написать свою первую научную работу. Эту работу он взял с собой в Париж, и 30 июня французские академики познакомились с научными изысканиями Чарльза Уитстона. В августе 1823 года читатели «Анналов философии» познакомились со статьёй Уитстона «Новые эксперименты со звуком». После этого Чарльз долго не писал научных работ, о чём весьма сожалел Эрстед, и поделился своим сожалением с астрономом сэром Джоном Гершелем летом 1825 года. Тот сумел повлиять на Чарльза, и с тех пор Уитстон постоянно делился своими научными работами с членами Королевского института. Там он стал директором лаборатории и постоянно участвовал в заседаниях института, а ещё Чарльз тесно сотрудничал с Майклом Фарадеем. Уитстон стал членом Королевского института только в 1846 году, хотя постоянно участвовал в научных исследованиях и семинарах.
15 февраля 1828 года перед слушателями Королевского института выступил Майкл Фарадей с лекцией «Резонанс». В печати института было отмечено, что Фарадей отметил тот факт, что честь открытий в этой области принадлежит Уитстону. 9 мая 1828 года Фарадей выступил с лекцией «О природе звука и музыки», и вновь в отчетах Института было отмечено, что материал был предоставлен Уитстоном, а представлен публике Фарадеем.
После того как создатель музыкальных инструментов стал учёным, он не забросил свои занятия, но они приобрели упорядоченный и научный характер. В 1827 году он создал калейдофон, который, по словам изобретателя, представлял собой забавную «философскую игрушку». Название им было взято у калейдоскопа сэра Дейвида Брюстера, созданного в 1817 году. Это устройство тоже производило визуальные фигуры, но иным способом.

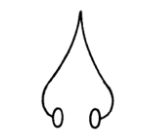
«Микрофон» (стетоскоп) Уитстона

На неподвижной платформе было установлено несколько шестов. На вершинах шестов располагались отражающие поверхности. Шест № 1 был примерно 30 см высотой, толщиной 2—3 мм в диаметре, и при своих колебаниях производил фигуры Лиссажу, которые можно было наблюдать при отражении света от вершины шеста. На шесте № 2 была навесная платформа, которая могла удерживать объект, установленный на ней. Стоило ударить по шесту № 4, как его стороны начинали колебаться в разных направлениях, а его вершина описывала трехмерную фигуру. Чарльз Уитстон сконструировал этот прибор, чтобы наглядно показать колебания струн. Таким образом, он подошёл к идее о взаимосвязи механических колебаний и звуковых.
Чарльз Уитстон создал инструмент для усиления звука, который он назвал «микрофоном», хотя сейчас его бы скорее назвали прообразом стетоскопа. Это были две металлические пластины, покрывающие уши, от которых отходили провода длинною примерно 40 см, соединённые друг с другом. Чарльз погружал проволоки в сосуд с кипящей жидкостью, и мог лучше слышать то, что происходило внутри сосуда. Тот же эффект наблюдался в том случае, если конец проволоки прикладывали к сосуду.

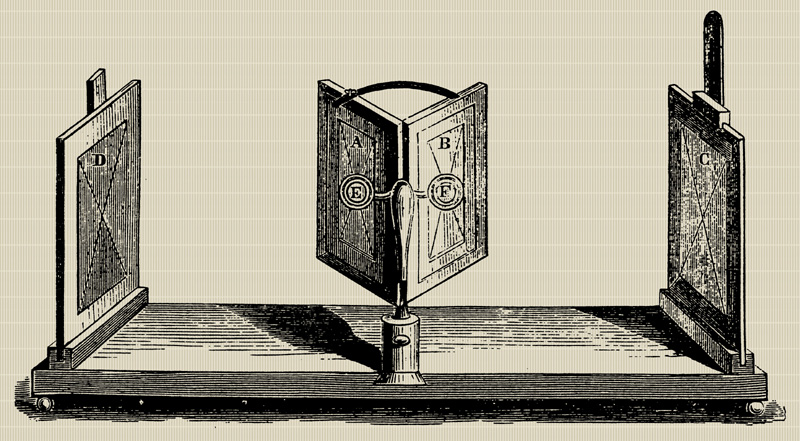
Стереоскоп Уитстона

В 1831 году Чарльз Уитстон опубликовал научную работу «О передаче звуков музыки при помощи твёрдых проводников». В этой статье он размышлял о том, что если бы человечество смогло подобрать нужный проводник, то смогло бы передавать не только музыку из одного зала в другой, но и парламентские слушания можно было бы транслировать по всей Англии, а то и по всему миру.
Научные исследования звука сопровождались творческими поисками, в результате которых появился симфониум — музыкальный инструмент, губная гармоника конструкции Чарльза Уитстона. Было продано всего лишь две сотни этих инструментов.
В 1829 году запатентовал музыкальный инструмент концертину. За XIX век их было продано более 20 тысяч, и концертину полюбили виртуозные музыканты. Известным любителем концертины был британский премьер-министр Артур Бальфур, который прекрасно играл на ней в свободное от занятий политикой время.
Отец Чарльза Уитстона часто брал учеников, но его сын не занимался преподаванием, хотя делал пособия по теории музыки, самым известным из которых является «Гармоническая диаграмма Уитстона».

### Волновая машина Уитстона

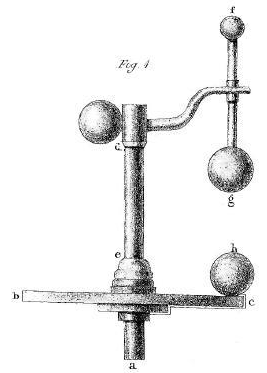
Аппарат Чарльза Уитстона для измерения скорости электрической искры

Идеи о наглядной демонстрации волновых колебаний появлялись в письмах Уитстона Гершелю ещё в 1825 году, но реализация проекта заняла длительное время. Первые сведения о «волновой машине Уитстона» появились в 1848 году от посетителей его лаборатории. Волновая машина представляла собою коробку с прорезями сверху и по бокам, в которых находились подвижные стержни. Как только через коробку пропускали заготовки различной формы, стержни приходили в движение и благодаря этому лектор мог демонстрировать волновые колебания, поляризацию и интерференцию волн. Это устройство было желанным наглядным пособием для всех преподавателей физики, и в Лондоне в 1870-х годах его продавали за 25 фунтов, а в Париже его можно было приобрести за 1000 франков, и от желающих не было отбоя.

### Стереоскоп
С 1830 года в журнале Королевского института стали появляться заметки Чарльза Уитстона о физиологии зрения, в которых он знакомил британского читателя с европейскими достижениями науки в этой области. Первая его заметка была сконцентрирована на результатах работы Яна Эвангелиста Пуркине. В 1838 году он представил перед академиками Королевской Академии Наук стереоскоп, который можно по праву назвать предшественником 3D-очков и виртуальной реальности. Чарльз подготовил обстоятельный доклад, в котором утверждал, что разные изображения, попавшие на сетчатые оболочки разных глаз, формируют единую картину. Его прибор был основан на рассматривании половин стереопары через зеркала, расположенные перед глазами наблюдателя под углом 45°. Друг с другом зеркала образовывали прямой угол и перенаправляли свет от двух рисунков, которые были закреплены на противоположных боковых стенках стереоскопа. Как и стереоскоп Эллиота, устройство появилось до изобретения фотографии, и служило аттракционом, демонстрирующим возможности бинокулярного зрения воспринимать объём нарисованных соответствующим образом картинок.

### Измерение скорости электричества

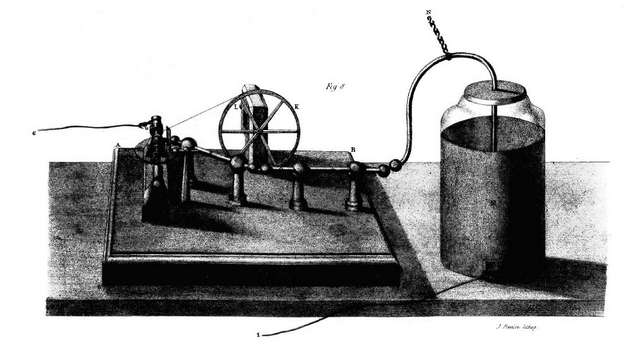
Аппарат Чарльза Уитстона для измерения скорости электричества

Чарльза Уитстона интересовала скорость электричества и света, и для их измерения он проводил различные опыты. Для того, чтобы измерить скорость электрической искры, он соорудил устройство с подвижным держателем, который делал 50 оборотов в секунду. Шар f находился вблизи генератора электроэнергии, и между ним и проводником пробегала искра. Затем ток шёл от шара g к шару h, и между этими шарами пробегала искра. Уитстон предположил, что если бы искра отклонялась от прямой траектории при вращении, то это означало бы, что скорость искры меньше скорости вращения подвижной части. Но при опытах никакого отклонения замечено не было. Из этого Уитстон заключил, что скорость электрической искры гораздо быстрее 1/1000 секунды.
Для того, чтобы измерить скорость электрического тока, Чарльз сконструировал аппарат, в проводнике которого должны были возникать три искры, которые наблюдатель мог увидеть в зеркале, вращающемся со скоростью 800 оборотов в секунду (после доработок и синхронизации скорость уменьшилась до 600 оборотов). Наблюдая за промежутками в появлении электрических искр на разных участках цепи, Чарльз пришёл к выводу, что скорость электрического тока составляла 288 000 миль/с (около 461 000 км/с).

### Стрелочный телеграф
Уильям Кук пытался создать электрический телеграф, но ему требовалась помощь научного сообщества. Он обращался к Фарадею за консультациями, но после переписки с ним и другими учёными мужами, Уильяму посоветовали обратиться Чарльзу Уитстону. В письмах домочадцам Кук писал о том, что его направили к «профессору химии из Лондонского Университета». Он ошибся с предметом и с университетом, но вот с компаньоном ему повезло.
В марте 1837 года Кук и Уитстон пришли к соглашению о совместной работе в области телеграфии. Сначала Кук предлагал Уитстону 1/6 часть будущих доходов, но тот захотел половину. Затем пришли другому варианту: Кук получал 10 % всех доходов совместного предприятия как оплату за менеджмент предприятия, а оставшиеся доходы делились пополам, и Кук самостоятельно вырабатывал условия контрактов на прокладку телеграфных линий.

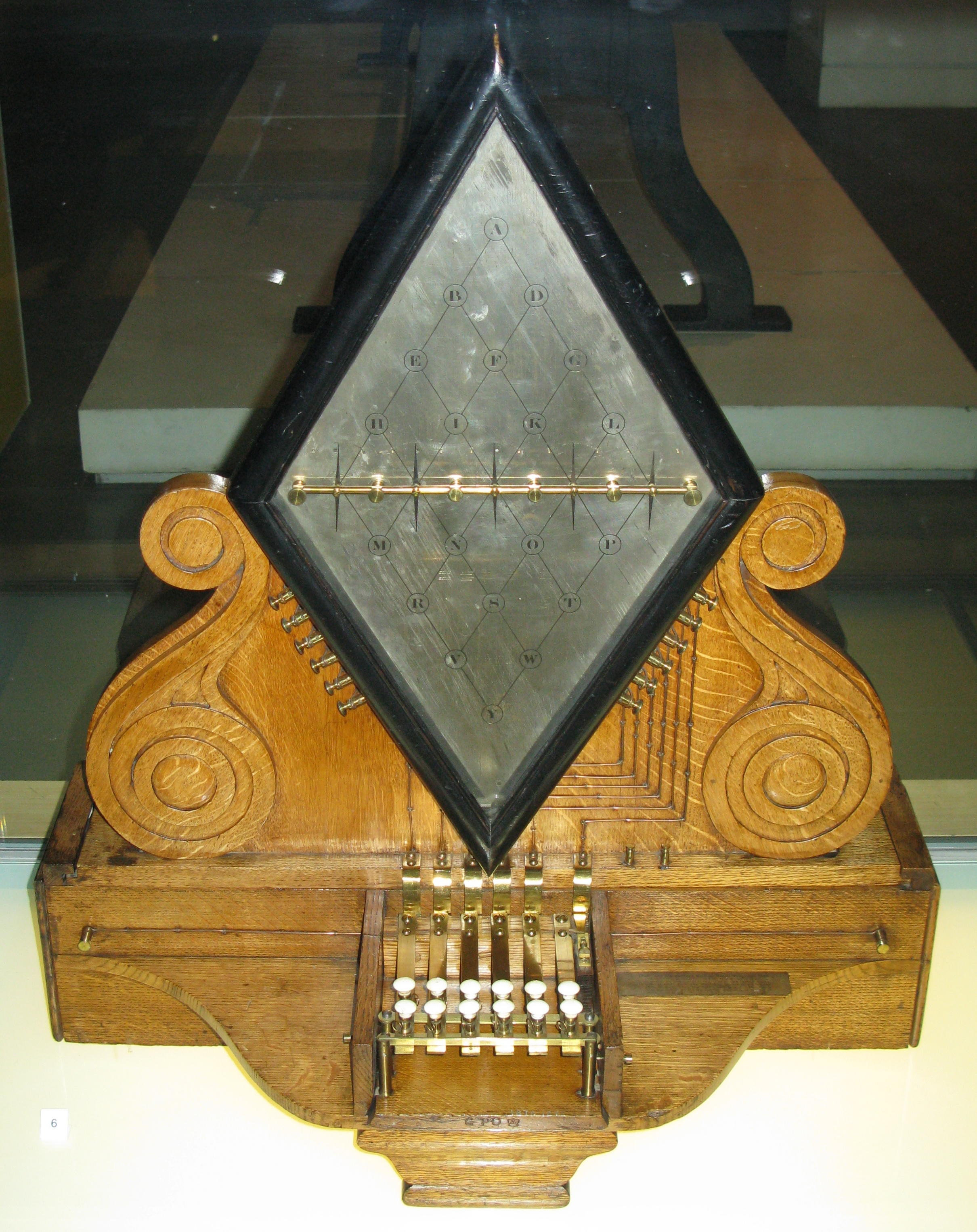
Пятистрелочный телеграф Кука и Уитстона

В мае 1837 года они подали заявку на изобретение пятистрелочного телеграфа. Конструкция представляла собой аппарат, стрелки которого можно было вращать в две стороны и, таким образом, указывать на определённый символ. Для передачи и приёма данных требовалось 6 проводов.
Оформление заявки длилось довольно долго и закончено было только 12 июня 1837 года. До 1852 года в Великобритании патенты не публиковались официально, более того, в Англии, Шотландии, Уэльсе и Ирландии были разные процедуры. Желающих оформить все права на электрический телеграф было предостаточно. Уже весной 1837 года это попытался сделать Эдвард Дэви (Edward Davy), который был наслышан об экспериментах Уитстона. В телеграфе Дэви для передачи каждой буквы требовался отдельный провод, но этот факт его не смущал. В Шотландии против телеграфа Уитстона и Кука выступил Уильям Александр (William Alexander), но всё же патент был оформлен 12 декабря 1837 года, а в Ирландии он был оформлен 23 апреля 1838 года.
В июне 1838 года Сэмюель Морзе приехал в Англию для того, чтобы запатентовать там свой телеграф. Но он опубликовал чертежи своего аппарата в британском журнале «Механика» (Mechanics' Magazine), а по британским законам того времени запрещалось оформлять патент на известную конструкцию. Помимо прочего, против его притязаний выступили и Уитстон, и Дэви. Хоть их интересы противоречили друг другу, но против американца они выступили воедино. Правда, в 1840 году Уитстон и Кук обратились к Морзе с предложением продвинуть их продукт в Америке, и пообещали ему долю в совместном предприятии. Он хоть и был польщён предложением, но не согласился, а затем продвигал телеграф собственной конструкции.
В июле 1839 года пятистрелочный телеграф был установлен на железной дороге между Паддингтоном и Уэст-Дрейтоном. Контракт на установку Уитстон и Кук заключили с главным инженером дороги, Изамбардом Брюнелем.
При всех своих достоинствах этот аппарат имел свои недостатки. Администрация железных дорог считала, что для работы этого устройства нужно задействовать слишком много проводов. Поэтому на смену пятистрелочному телеграфу пришли двухстрелочные, затем однострелочные.

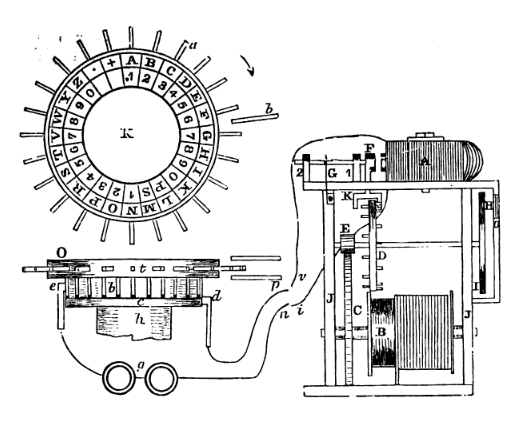
Схема алфавитного указательного телеграфа образца 1840 года.

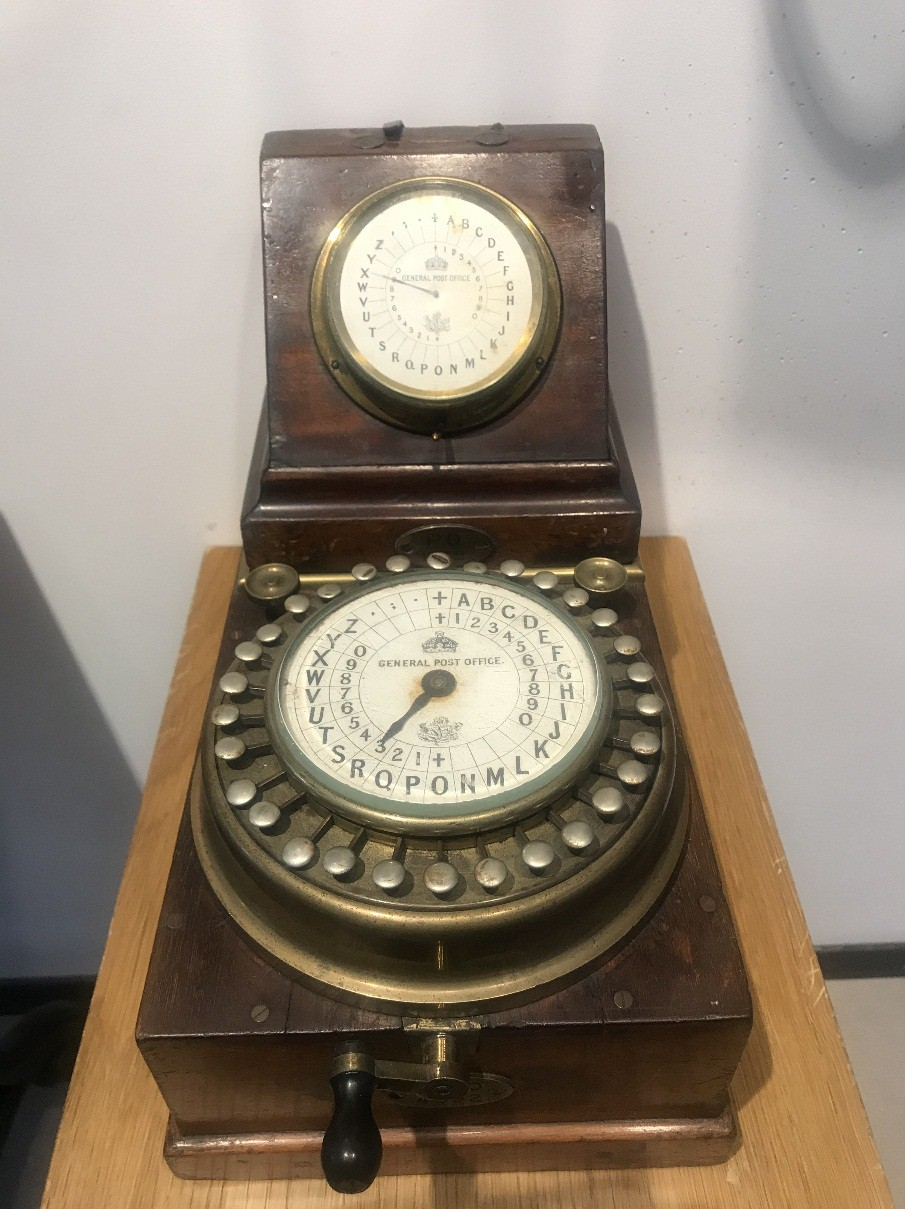
Алфавитный указательный телеграф образца 1858 года. Экспонат Музея Истории Телефона.

В Великобритании телеграф стал очень популярен после того, как с его помощью удалось поймать убийцу, отравившего свою любовницу. После того как Джон Тауэлл (John Tawell) избавился от своей любовницы, он взял билет на поезд в Лондон. Как только полиция обнаружила тело, то немедленно послала телеграмму из Слау на станцию Паддингтон. По прибытии в Лондон он был арестован, а детективная история с участием телеграфа прогремела на весь Лондон.

### Алфавитный указатель
Указательные телеграфы изготавливал Уильям Кук ещё в 1836 году, но ему потребовалась помощь Уитстона для передачи сообщений на большие расстояния и синхронизации аппаратов. В январе 1840 года Кук и Уитстон разработали телеграф, который прозвали алфавитным указательным телеграфом (ABC pointer).
Его конструкция многократно дорабатывалась, но ещё она привела к раздору среди компаньонов. В том же году Кук и Уитстон прибегли к арбитражному регулированию и пересмотру условий контракта. Урегулирование споров продолжилось до апреля 1841 года, после чего вчерашние компаньоны перестали контактировать друг с другом. У них оставались совместные интересы в телеграфном бизнесе, но каждый стремился заниматься собственными делами.
Мистер Кук перестал заниматься телеграфией. Вскоре он приобрёл несколько патентов на устройства для каменоломен и купил несколько карьеров в Уэльсе. Но в этом бизнесе он потерял даже то, что заработал на телеграфе. В 1854 году Кук напечатал обличительное сочинение, озаглавленное «Электрический телеграф. Был ли он изобретён профессором Уитстоном?».
В 1858 году Чарльз Уитстон усовершенствовал конструкцию алфавитного указательного телеграфа, и это устройство было очень востребованным в Великобритании.
Одним из первых заказов стала установка таких телеграфов в лондонских отделениях полиции в 1860 году, затем бизнес стал набирать обороты. В 1861 году Чарльз учредил телеграфную компанию «Universal Private Telegraph Company». Когда правительство Великобритании стало национализировать телеграфную отрасль в 1868 году, в сети этой компании насчитывалось более 1700 аппаратов, и ей принадлежало более 2500 миль телеграфных линий. Со временем телефон потеснил телеграф, но один алфавитный указательный телеграф Уитстона работал на британской почте до 1950 года.

### Подводный кабель
Уже в 1844 году Чарльз проводил опыты с прокладкой кабеля по дну залива Суонси. В 1858 году, после провала прокладки кабеля по дну Атлантического океана, британское правительство назначило его в комиссию по расследованию инцидента и перспектив подводной укладки кабеля. Его главным вкладом была научная работа «Об обстоятельствах, влияющих на индуктивные разряды в подводных телеграфных кабелях» («On the Circumstances which influence the Inductive Discharges of Submarine Telegraphic Cables»).

### Различные устройства
В 1843 году предложил устройство для измерения сопротивления — измерительный мост, известный также как «мост Уитстона». Принцип измерения основан на взаимной компенсации сопротивлений двух звеньев, одно из которых включает измеряемое сопротивление. В качестве индикатора обычно используется чувствительный гальванометр, показания которого должны быть равны нулю в момент равновесия моста.
Кроме того, для быстрого и удобного уравновешивания моста Уитстон сконструировал три типа реостатов.
В 1850-х годах он пытался делать различные печатные машины, но не патентовал их и не выводил на рынок, поэтому первой коммерчески успешной стала машинка Ремингтон 1.

### Криптография
В 1854 году изобрёл биграммный шифр — «шифр Плейфера», который назвал в честь своего друга лорда Плейфера. Шифр использовался военными нескольких стран во время Первой мировой войны, а также во время Второй мировой войны британскими разведывательными службами. Система шифрования состояла из таблицы размером 5 × 5, в которую помещались 25 букв английского алфавита (буквы I и J были взаимозаменяемыми). Простота системы позволяла использовать её в полевых условиях: всё, что было нужно для работы, это карандаш и лист бумаги.

### Смерть
В октябре 1875 года Чарльз Уитстон находился в Париже. Там он надеялся посетить заседания Академии Наук и продвигать свою конструкцию телеграфа, но скоропостижно скончался.